# ABU Radio Song Festival 2014
Das ABU Radio Song Festival 2014 war die zweite Ausgabe des jährlich stattfindenden ABU Radio Song Festivals. Das Festival, welches kein Wettbewerb ist, fand am 23. Mai in den Stein Studios in der Hauptstadt Sri Lankas, Colombo, statt. Ursprünglich wurde das Nelum Pokuna Mahinda Rajapaksa Theater als Veranstaltungsort ausgewählt. Insgesamt zwölf Beiträge nahmen am Festival teil. Zuerst sollte die Organisation des Festivals durch die australische ABC durchgeführt werden, was aber aus unbekannten Gründen nicht zustande kam.

## Austragungsort

Ursprünglicher Austragungsort

Länder, die 2014 teilgenommen haben
Länder, die in der Vergangenheit teilgenommen haben, jedoch nicht 2014

Colombo ist de facto die Hauptstadt von Sri Lanka (de jure ist die Hauptstadt und Regierungssitz Sri Jayewardenepura-Kotte). Colombo liegt an der Westküste der Insel auf Höhe des 7. Breiten- und des 80. Längengrades. Die günstige Lage auf einer Halbinsel und ein geschützter Naturhafen machten das ehemals kleine Fischerdorf zu einem begehrten Handelshafen für die Gewürzinsel. Nach der Unabhängigkeit 1948 wurde die Stadt auch politisches Zentrum der Insel.
Die Stein Studios, die am 21. März als Veranstaltungsort ausgewählt wurden, beinhalten drei TV-Studios und liegen ca. 30 Minuten vom Stadtzentrum Colombos entfernt in der Nähe des Ratmalana Airport. Das Founders Block Studio kann ca. 2000 Zuschauer fassen.

## Austragender Fernsehsender
Als Mitglied der ABU trug Sri Lanka Broadcasting Corporation (SLBC) das 2. ABU Radio Song Festival aus. Im Gegensatz zum Eurovision Song Contest findet die asiatische Variante in Form eines TV- und eines Radio-Festivals statt. Das 2. ABU Radio Song Festival fiel zeitlich mit dem Event Radio Asia 2014 zusammen, das vom 22. bis zum 24. Mai 2015 stattfand.

## Teilnehmer
Zwölf Beiträge nahmen am Festival teil und wurden durch die ABU ausgewählt, vier der 16 Einsendungen konnten sich nicht qualifizieren. Sri Lanka als Gastgeber, der 2012 kurz vor der Veranstaltung absagte, sowie Thailand nahmen erstmals teil, während Fidschi, Kirgisistan, Vanuatu, Bhutan, Indonesien, Vietnam und der Sudan sich vom Wettbewerb zurückzogen.
Im Gegensatz zu 2012 erhielten die ersten fünf Beiträge keine Auszeichnungen, sondern es wurden alle Teilnehmer mit Marken der Würdigung als Zeichen der Anerkennung der weitreichenden Spanne der Musikgenres ausgezeichnet.
| Startnr. | Land       | Sprache    | Interpret           | Lied                    | Ungefähre Bedeutung im Deutschen |
| -------- | ---------- | ---------- | ------------------- | ----------------------- | -------------------------------- |
| 1        | Malaysia   | Malaysisch | Mohd Rizal Ahmad    | Di sudut kamar hatiku   | In der Ecke meiner Herzkammer    |
| 2        | Pakistan   | Urdu       | Marryum Hussain     | The soft song of peace  | Das sanfte Friedenslied          |
| 3        | Iran       | Persisch   | Moghtada Gharbavi   | Bezar asheget bemoonam  | Lass uns verliebt bleiben        |
| 4        | Thailand   | Thai       | PRD Band            | Kwam smakki             | Einigkeit                        |
| 5        | Brunei     | Englisch   | Neff Aslee          | Juliet                  | Julia                            |
| 6        | Singapur   | Malaysisch | Nur Hasanah Zakaria | Boneka ku hilang        | Meine Puppe ist weg              |
| 7        | Indien     | Meitei     | Mangka Mayanglambam | Tamla loibi napom       | –                                |
| 8        | Iran       | Englisch   | Peyman Talebi       | Wave Of The Infinity    | Welle der Unendlichkeit          |
| 9        | Australien | Englisch   | Iluka               | 12 July                 | 12. Juli                         |
| 10       | Sri Lanka  | Englisch   | Shehara Liyanage    | Something ’Bout You & I | Etwas über dich und mich         |
| 11       | Südkorea   | Koreanisch | Seokwan Ryu         | A Regular               | Ein Regelmäßiger                 |
| 12       | Sri Lanka  | Englisch   | Super Stars         | Boot Song               | Stiefellied                      |

Folgende Beiträge konnten sich nicht für das Festival qualifizieren:
| Land   | Sprache    | Interpret               | Lied                | Ungefähre Bedeutung im Deutschen |
| ------ | ---------- | ----------------------- | ------------------- | -------------------------------- |
| Brunei | Malaysisch | Rapul Rezal             | Inilah sebenarnya   | Das ist eigentlich               |
| Indien | Englisch   | Abhijith Kishan         | Be The Change       | Sei die Veränderung              |
| Iran   | Luri       | Heshmatollah Rajabzadeh | Larzan              | Zittern                          |
| Iran   | Persisch   | Mohammad Saveh          | Fountain Of The Sun | Fontäne der Sonne                |

## Andere Länder
- Brunei: Am 30. Dezember 2013 gab Centennial Radio bekannt, dass es 2014 nicht teilnehmen wird.[7]